# HD 26038
HD 26038，又名BD+16 560，SAO 93777、HR 1280，是一颗恒星，视星等为5.89，位于銀經175.63，銀緯-24.83，其B1900.0坐标为赤經4h 2m 15.7s，赤緯+17° -24.83′ 21″。